# Кузон (Алье)
Кузо́н (фр. Couzon) — коммуна во Франции, находится в регионе Овернь. Департамент коммуны — Алье. Входит в состав кантона Люрси-Леви. Округ коммуны — Мулен.
Код INSEE коммуны — 03090.

## Население
Население коммуны на 2008 год составляло 300 человек.
| 1962 | 1968 | 1975 | 1982 | 1990 | 1999 | 2008 |
| ---- | ---- | ---- | ---- | ---- | ---- | ---- |
| 293  | 355  | 291  | 301  | 290  | 294  | 300  |

## Экономика
Основу экономики составляют лесное и сельское хозяйство.
В 2007 году среди 175 человек в трудоспособном возрасте (15—64 лет) 133 были экономически активными, 42 — неактивными (показатель активности — 76,0 %, в 1999 году было 69,8 %). Из 133 активных работали 123 человека (68 мужчин и 55 женщин), безработных было 10 (4 мужчин и 6 женщин). Среди 42 неактивных 9 человек были учениками или студентами, 18 — пенсионерами, 15 были неактивными по другим причинам.

## Спорт
В Кузоне построен спортивный комплекс, популярен сплав по реке на байдарках и каноэ. Есть также различные спортивные клубы, в которых занимаются мотокроссом, стрельбой из лука, подводному плаванию, боевым искусствам и стрельбе.